# Seznam avtobusnih postaj v Sloveniji
Seznam avtobusnih postaj v Sloveniji.
- Avtobusna postaja Ajdovščina
- Avtobusna postaja Bled
- Avtobusna postaja Brežice
- Avtobusna postaja Celje
- Avtobusna postaja Črnomelj
- Avtobusna postaja Domžale
- Avtobusna postaja Dravograd
- Avtobusna postaja Grosuplje
- Avtobusna postaja Gornja Radgona
- Avtobusna postaja Hrastnik
- Avtobusna postaja Ivančna Gorica
- Avtobusna postaja Izola
- Avtobusna postaja Jesenice
- Avtobusna postaja Kamnik
- Avtobusna postaja Kočevje
- Avtobusna postaja Koper
- Avtobusna postaja Kranj
- Avtobusna postaja Krško
- Avtobusna postaja Lenart
- Avtobusna postaja Lendava
- Avtobusna postaja Litija
- Avtobusna postaja Ljubljana
- Avtobusna postaja Ljutomer
- Avtobusna postaja Maribor
- Avtobusna postaja Murska Sobota
- Avtobusna postaja Nova Gorica
- Avtobusna postaja Novo Mesto
- Avtobusna postaja Ormož
- Avtobusna postaja Postojna
- Avtobusna postaja Prevalje
- Avtobusna postaja Ptuj
- Avtobusna postaja Rogaška Slatina
- Avtobusna postaja Sežana
- Avtobusna postaja Sevnica
- Avtobusna postaja Slovenj Gradec
- Avtobusna postaja Slovenska Bistrica
- Avtobusna postaja Škofja Loka
- Avtobusna postaja Trbovlje
- Avtobusna postaja Trebnje
- Avtobusna postaja Tržič
- Avtobusna postaja Velenje
- Avtobusna postaja Vrhnika